# 1146 Biarmia
1146 Biarmia är en asteroid i huvudbältet som upptäcktes den 7 maj 1929 av den ryske astronomen Grigorij N. Neujmin vid Simeizobservatoriet på Krim. Dess preliminära beteckning var 1929 JF. Den fick senare namn efter det fornnorska namnet för norra Ryssland, Bjarmaland.
Biarmias senaste periheliepassage skedde den 6 april 2020. Fotometriska observationer av asteroiden under 1999 har gett vid handen en rotationstid 11,514±0,004 timmar, med en variation i ljusstyrka på 0,32 magnituder.